# The Bodley Head
Pour les articles homonymes, voir Bodley.
The Bodley Head est une maison d'édition britannique fondée en 1887 et restée indépendante jusque dans les années 1970. À partir de 1987, le nom a été réutilisé par le département des livres pour enfants de Random House, où, depuis 2008, la marque désigne une collection d'essais.

## Histoire
À l'origine, John Lane (1854-1925) et Charles Elkin Mathews (1851-1921) constituèrent en 1887 une association, « The Bodley Head », pour ouvrir une boutique de livres anciens à Londres. Le nom provenait d'un buste de Thomas Bodley, le fondateur de la bibliothèque Bodléienne d'Oxford, qui surplombait la porte de leur échoppe située Vigo Street. À partir de 1894, ils publièrent des œuvres « décadentes », dont la revue littéraire et artistique The Yellow Book. L'association entre les deux fondateurs prend fin à ce moment-là et Charles lance sa propre société sous le nom de « Elkin Mathews », à Londres.
En 1896, une branche américaine est fondée sous le nom de John Lane Company, qui publia entre autres l'édition locale du magazine d'art The Studio. Parmi leurs autres réussites éditoriales figurait Genèse du XXe siècle, de Houston Stewart Chamberlain (1910). Après la Première Guerre mondiale, la société américaine fut revendue par les héritiers de John Lane, mort en 1925, et fit faillite en 1936.
Côté anglais, The Bodley Head devint en 1921 une société (et non plus une sous-marque de John Lane Publishing) qui publia notamment le Book of Bodley Head Verse (1926), une anthologie de poésie rassemblée  par J. B. Priestley. La maison continua d'éditer des auteurs populaires comme Arnold Bennett ou Agatha Christie ; ce fut John Lane qui accepta de publier le tout premier roman d'Agatha Christie, La Mystérieuse Affaire de Styles (1920). Toutefois, The Bodley Head traversa des difficultés financières à partir de la crise du début des années 1930. En 1936, la maison s'appuya sur un consortium formé par Allen & Unwin, Jonathan Cape et J. M. Dent. Allen Lane, le neveu de John Lane qui avait été asoccié à la branche américaine, quitta ensuite la société pour fonder Penguin Books. 
La maison fut rachetée en 1957 par Ansbacher & Co., sous la direction de Max Reinhardt. Pendant cette période, The Bodley Head publia des auteurs tels que George Bernard Shaw, Graham Greene, Charles Chaplin, William Trevor, Maurice Sendak, Muriel Spark ou Alexandre Soljenitsyne. Max Reinhardt développa également le secteur de la littérature pour enfants. 
Dans les années 1970, The Bodley Head intègre le groupe Jonathan Cape-Chatto & Windus, puis devient une sous-marque du groupe Random House en 1987, spécialisée dans les essais.
Les archives de The Bodley Head et de John Lane se trouvent à l'université de Reading et celles de John Lane Company à l'université d'Austin.

## Référence de traduction
- (en) Cet article est partiellement ou en totalité issu de l’article de Wikipédia en anglais intitulé « The Bodley Head » (voir la liste des auteurs).